# Benediktionale

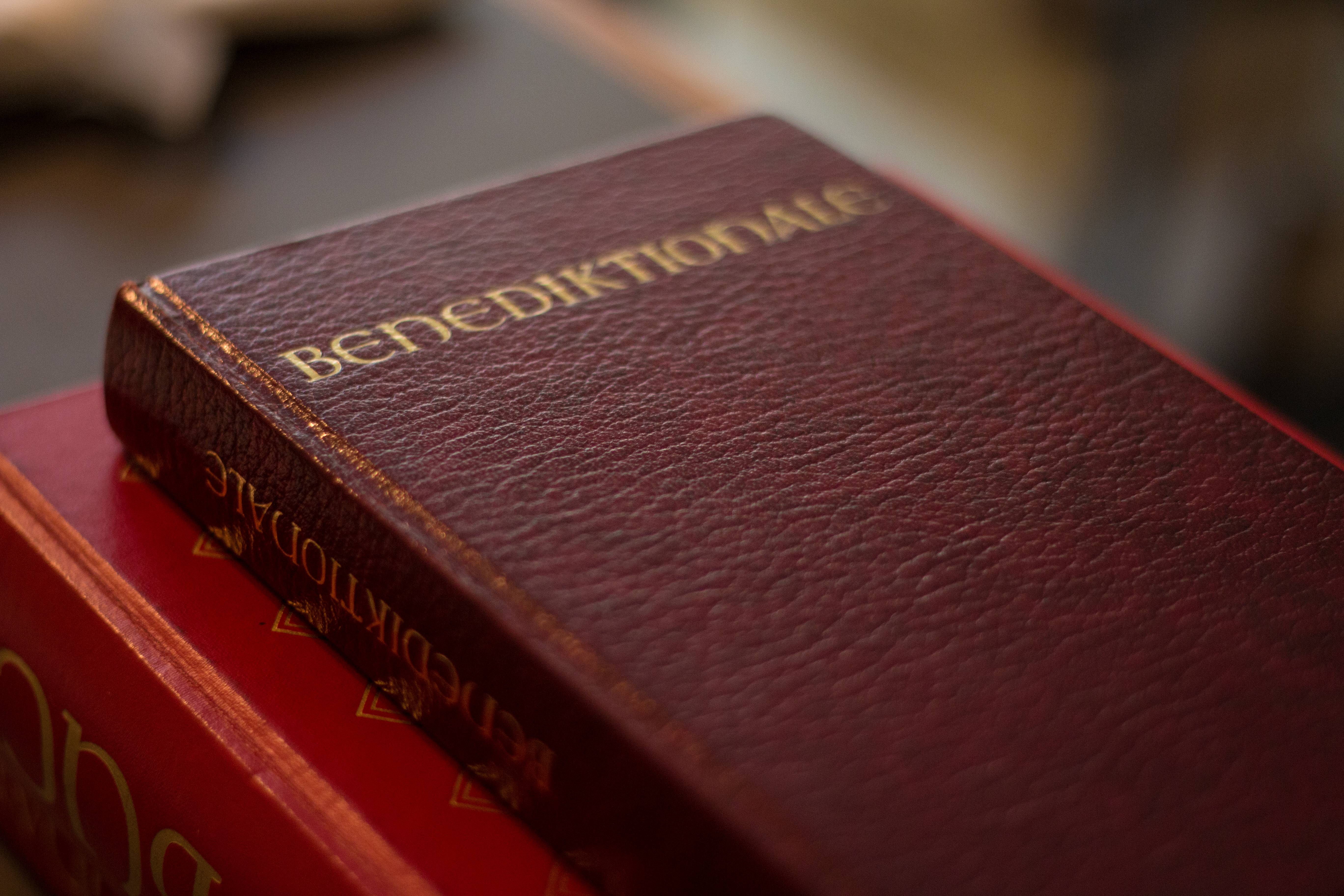
Benediktionale des römischen Ritus

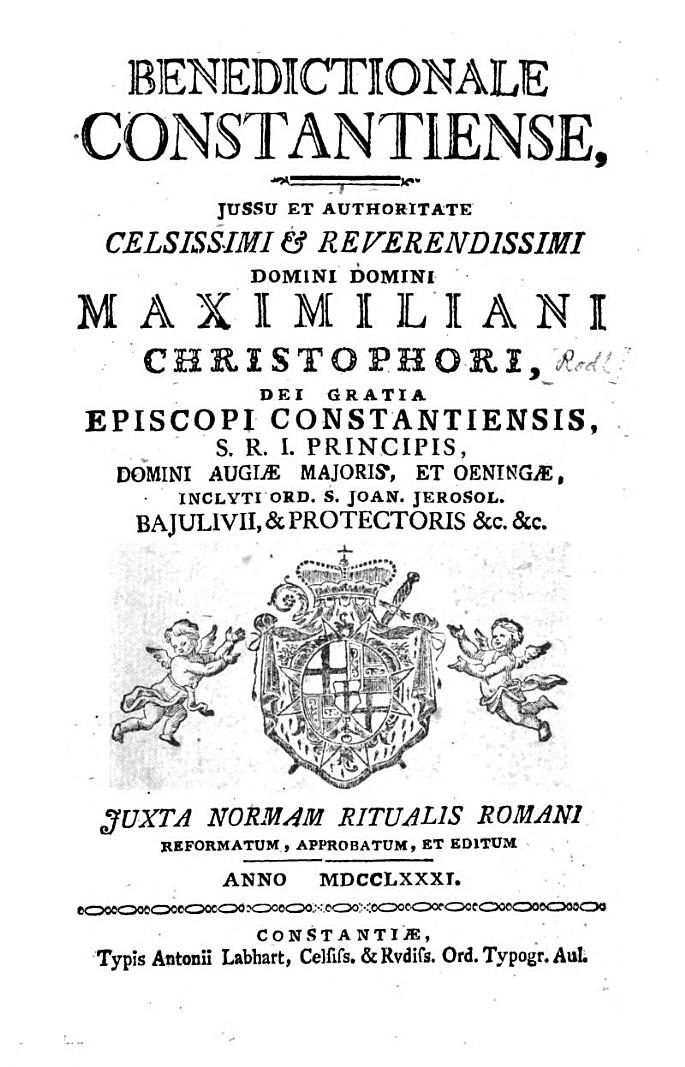
Vorsatzblatt des Benedictionale Constantiense von 1781

Das Benediktionale (eigentlich kirchenlateinisch (Compendium) Benedictionale „Segensbuch“) ist ein liturgisches Buch der römisch-katholischen Kirche, das Segnungen zum Inhalt hat.

## Herkunft
Erste Bücher unter dem Namen „Benedictionale“ finden sich schon vor der ersten Jahrtausendwende (z. B.  Benediktionale des heiligen Æthelwold), wobei deren Inhalt über  Segnungen hinausgeht. Heute ist das Benediktionale Teil des Rituale Romanum.
Vor dem tridentinischen Konzil gab es eine große Vielfalt von Sammlungen mit Segnungen. Im Rahmen der Vereinheitlichung der Liturgie beschloss dieses Konzil neben dem Pontificale Romanum, dem Missale Romanum und dem Brevier die Herausgabe eines Buches mit allen sonstigen priesterlichen Aufgaben unter dem Titel Rituale romanum Pauli Quinti Pontifici Maximi Iussu editum (erschienen 1614). Eine Verbindlichkeit wie bei den anderen  liturgischen Büchern wurde nicht festgelegt, sodass mehr noch als bezüglich des Missale Romanum beim Benediktionale eine Vielfalt von regional verwendeten Büchern mit Segnungsformeln gebräuchlich blieben. Das zweite Vatikanische Konzil regte die Überarbeitung auch des Rituales an. Die derzeit gültige Fassung ist das Rituale romanum ex decreto Sacrosancti Oecumenici Concilii Vaticani II renovatum, auctoritate Pauli PP. VI editum, Ioannis Pauli PP II cura recognitum, 1972ff. Das Buch wurde nicht mehr als Ganzes aufgelegt, sondern es wurden die einzelnen Abschnitte als Bücher veröffentlicht.
Das Benediktionale wurde 1978 mit römischer Billigung als Studienausgabe für das deutsche Sprachgebiet herausgegeben. Für den weltkirchlichen Bereich wurde 1984 der Ritualefaszikel De benedictionibus als lateinische Editio typica veröffentlicht, die als Vorlage für volkssprachige Ausgaben dienen soll. Im deutschen Sprachgebiet ist weiterhin die Studienausgabe von 1978 in Geltung.

## Theologischer Hintergrund
Segnungen gehören in der römisch-katholischen Kirche zu den Sakramentalien.  Grundsätzlich fallen Sakramentalien „unter die Zuständigkeit des Priestertums aller Getauften“, deshalb können Laien bestimmte Segnungen durchführen.
Nicht nur Menschen, sondern auch religiöse Zeichen aller Art sowie Gebrauchsgegenstände des Alltags werden in der katholischen Kirche unter den Segen Gottes gestellt. Das ist grundsätzlich mit allem möglich, was zum Wohl und Heil der Menschen verwendet werden kann.
Bei der Segnung spricht der Segnende ein Gebet, in dem er Gott bittet, die Sache in seinen Dienst zu nehmen und sie allen, die sie anschauen oder gebrauchen, zum Heil und zum Nutzen dienen zu lassen. Dabei vollzieht er ein Kreuzzeichen über dem Gegenstand und besprengt ihn mit Weihwasser. Die Segnung kann durch Schriftlesungen und Fürbitten erweitert werden. 
Liturgische Texte für solche Segnungen im häuslichen, kirchlichen und öffentlichen Leben enthält das Benediktionale. Es enthält Segnungen für
- Weihwasser
- Weihrauch
- Erntegaben
- Adventskränze
- Heiligenbildnisse
- Osterspeisen
- Kerzen
- Kreuze
- Rosenkränze
- Wohnungen bzw. Wohnhäuser
- öffentliche Gebäude
- Fahrzeuge
- Banner
- Kräuter und Blumen
- Orgeln